# 立花駅
立花駅（たちばなえき）は、兵庫県尼崎市立花町一丁目にある、西日本旅客鉄道（JR西日本）東海道本線の駅である。駅番号はJR-A50。「JR神戸線」の愛称区間に含まれている。

## 概要
尼崎市役所の最寄り駅である。また周辺の住宅も多く、尼崎駅よりも乗降客数が多い時代が続いていた。JR東西線の開業後に逆転されたが、当駅の乗降客数は新快速・快速通過駅にもかかわらず依然高い水準にあり、現在でも京阪神間快速通過駅では最も多くなっている。
兵庫支社の管轄対象駅の中では最も東にあり、隣の尼崎駅は阪奈支社の管轄対象となる。

## 歴史
吹田駅 - 須磨駅間での電気運転開始時に塚本駅・甲子園口駅・六甲道駅・元町駅と同時に開設。背景には立花村村会から受けた請願がある。なお隣の甲子園口駅についても当時の自治体の誘致活動によって開設されている。

### 年表
- 1932年（昭和7年）7月：前年の電化計画発表を受け、七松・水堂地区境界部分への新駅設置を、立花村村会が鉄道省へ請願[4]。
- 1933年（昭和8年）
  - 7月：区画整理・上水道整備計画、寄付金の準備等が認められ、駅設置が決定。
  - 11月：橘土地区画整理組合が認可。駅前開発に着手。
- 1934年（昭和9年）7月20日：国有鉄道東海道本線の神崎駅（現在の尼崎駅） - 西ノ宮駅（現在の西宮駅）間に新設開業[1][2]（吹田駅 - 須磨駅間電気運転開始と同時、隣の甲子園口駅も同日に開業）。旅客および荷物扱いのみ[2]。
- 1970年（昭和45年）10月：現在の橋上駅舎に改築（2代目）[1]。
- 1972年（昭和47年）2月：道意線が高架化。これにより、水堂踏切が廃止。バス停が高架橋上に設置され、駅コンコースに連絡通路と階段を新設。
- 1978年（昭和53年）10月23日：当駅約500m西方の水堂町1丁目付近で、上り高速貨物列車が脱線、多数のコンテナが道路上に転覆。
- 1986年（昭和61年）3月3日：荷物扱い廃止[2]。
- 1987年（昭和62年）4月1日：国鉄分割民営化により、西日本旅客鉄道（JR西日本）の駅となる[2]。
- 1988年（昭和63年）3月13日：路線愛称の制定により、「JR神戸線」の愛称を使用開始。
- 1995年（平成7年）
  - 1月17日：阪神・淡路大震災により、営業休止。
  - 1月19日：尼崎駅 - 甲子園口駅間の復旧により、営業再開。
- 1997年（平成9年）
  - 3月8日：JR神戸線標準接近メロディ「さざなみ」導入[5]。
  - 12月13日：自動改札機を設置し、供用開始[6]。
- 2000年（平成12年）4月21日：立花南第二地区市街地再開発事業に伴い、フェスタ立花が駅南側に開業。駅コンコースと新たに建設したペデストリアンデッキで直結。
- 2002年（平成14年）7月29日：JR京都・神戸線運行管理システム導入[7]。
- 2003年（平成15年）
  - 10月12日：エレベーターの使用を開始。
  - 11月1日：ICカード「ICOCA」の利用が可能となる。
- 2007年（平成19年）3月18日：駅自動放送を更新。
- 2015年（平成27年）3月12日：入線警告音の見直しに伴い、接近メロディをJR神戸線標準接近メロディ「さざなみ」の音質見直し版に再び変更する[8]。
- 2018年（平成30年）3月17日：駅ナンバリングが導入され、使用を開始する[9]。
- 2025年（令和7年）
  - 5月31日：みどりの窓口の営業を終了[10]。
  - 6月1日：みどりの券売機プラスを導入[10]。

## 駅構造
島式ホーム2面4線の地上駅で、橋上駅舎を有する。分岐器や絶対信号機を持たないため、停留所に分類される。各駅停車のみが停車するため、内側の2・3番のりばのみを使用し、外側の1・4番のりばには簡易なフェンスが設けられている。
特急・貨物列車・新快速・平日の朝ラッシュ時に運行される快速は外側（1・4番ホーム）を、それ以外の快速は普通電車が停車する2・3番ホームを通過する。ホーム間は跨線橋が結ぶ。
アーバンネットワークエリアに属しており、ICOCA及びその相互利用対象カードの利用可能駅でもある。直営駅（芦屋駅の被管理駅）。
駅西側に幹線道路（道意線）の陸橋があり、陸橋上にはバスの停留所（後述）が設置されている。ここからも直接駅舎に行くことができる。
エレベーターは北口に設置されており、南口は階段のみだが、フェスタ立花（南・北館）の営業時間中は店内のエレベーターを利用することで、ペデストリアンデッキを経由して車椅子等でも南口を利用できる。また、ホームへのエレベーターは上下線共にあり、車椅子を利用した列車への乗降は駅員が対応する。
セブン-イレブンハートイン（6時30分～24時）が改札外のコンコースに出店している。洋菓子のヒロタが改札内に出店していたが閉店し、2018年4月現在は待合スペースとなっている。北出口にサンエトワール（7時〜20時）が出店している。
トイレは改札内にある。

### のりば
| のりば | 路線       | 方向 | 線路   | 行先                       |
| ------ | ---------- | ---- | ------ | -------------------------- |
| 1      | A JR神戸線 | 下り | 外側線 | （通過列車のみのため閉鎖） |
| 2      | JR神戸線   | 下り | 内側線 | 三ノ宮・姫路方面           |
| 3      | JR神戸線   | 上り | 内側線 | 尼崎・大阪・北新地方面     |
| 4      | A JR神戸線 | 上り | 外側線 | （通過列車のみのため閉鎖） |

- 上表の路線名は旅客案内上の名称（愛称）で記載している。

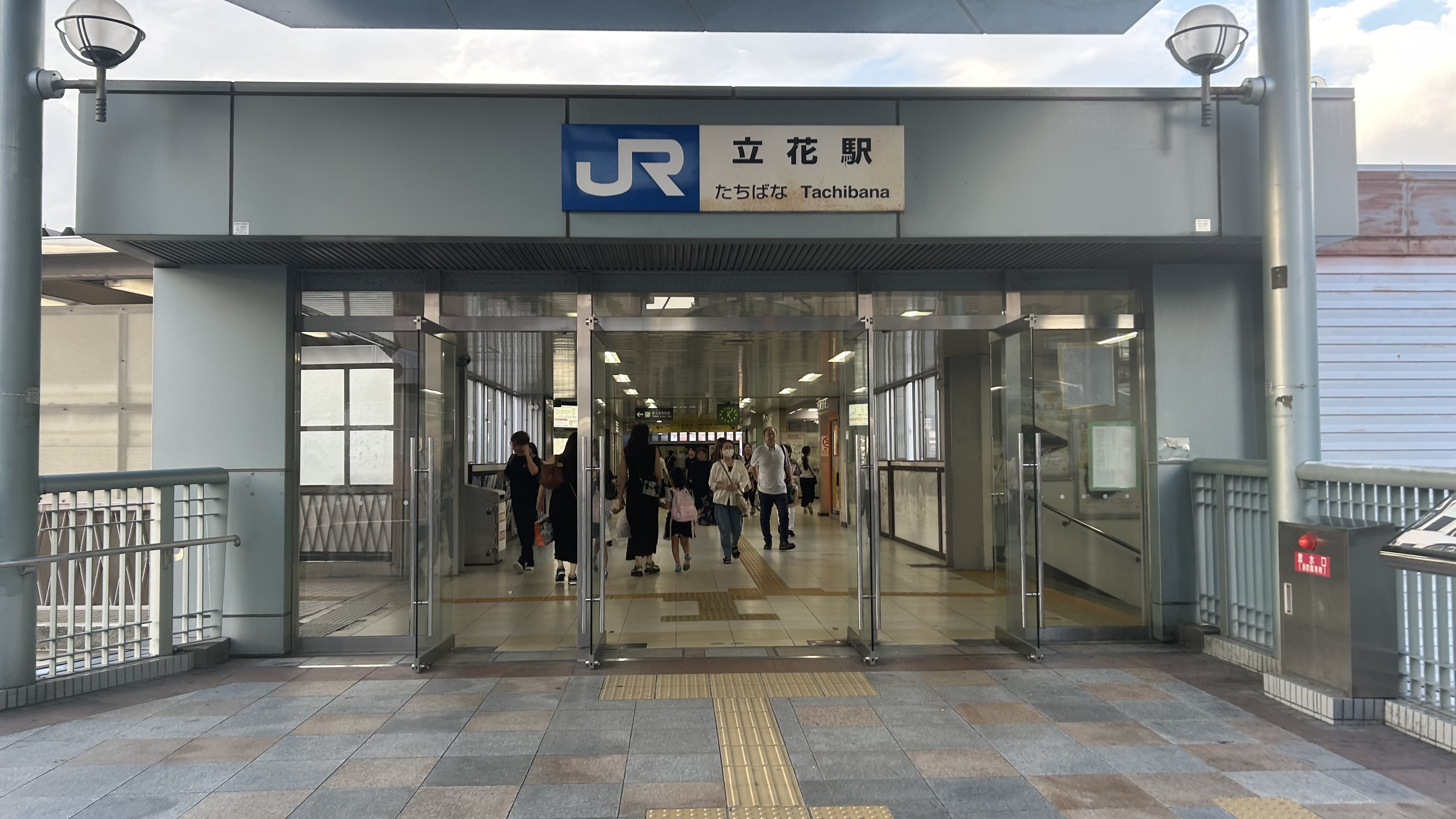
南入口（2024年9月）
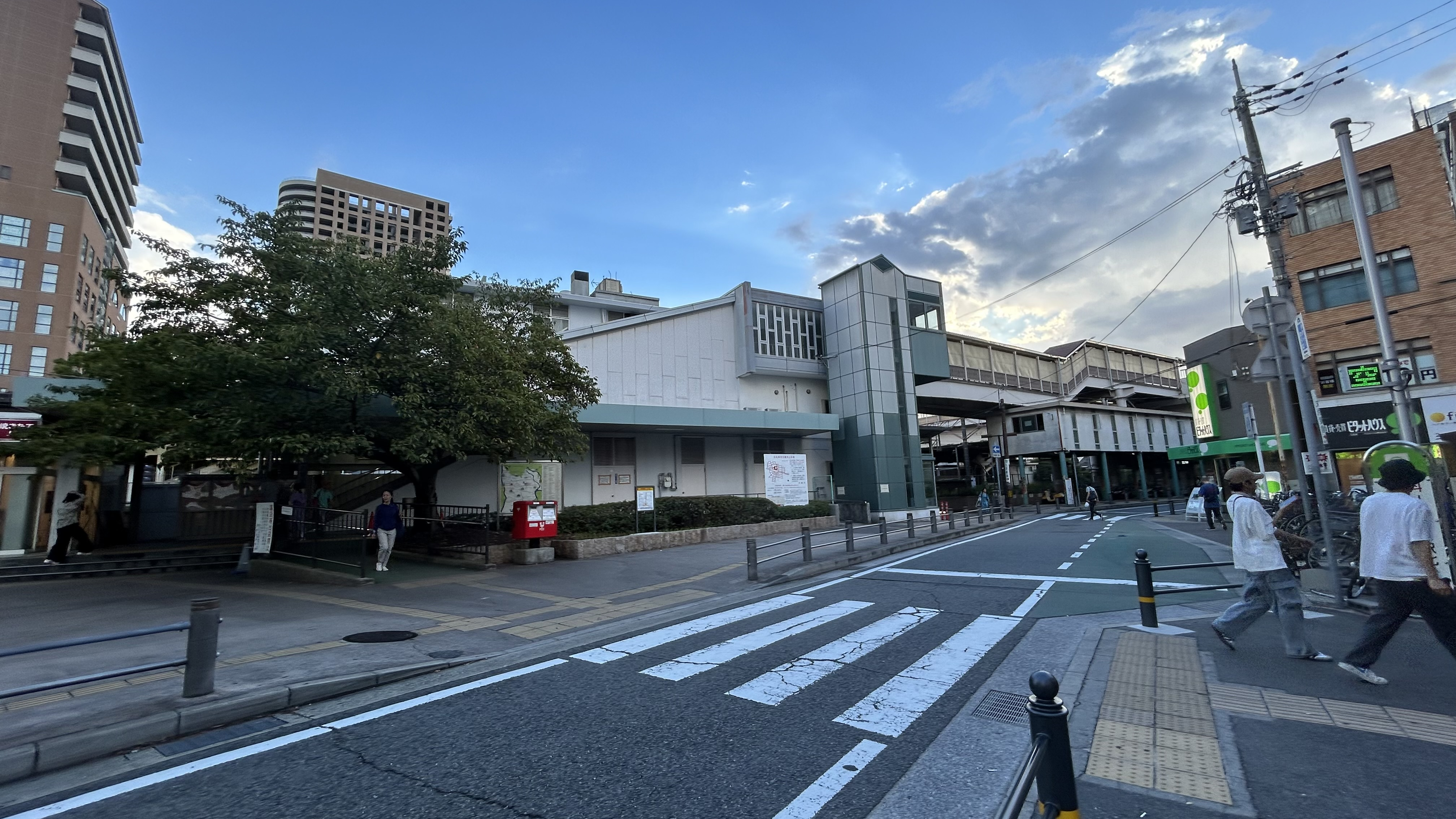
北口（2024年9月）
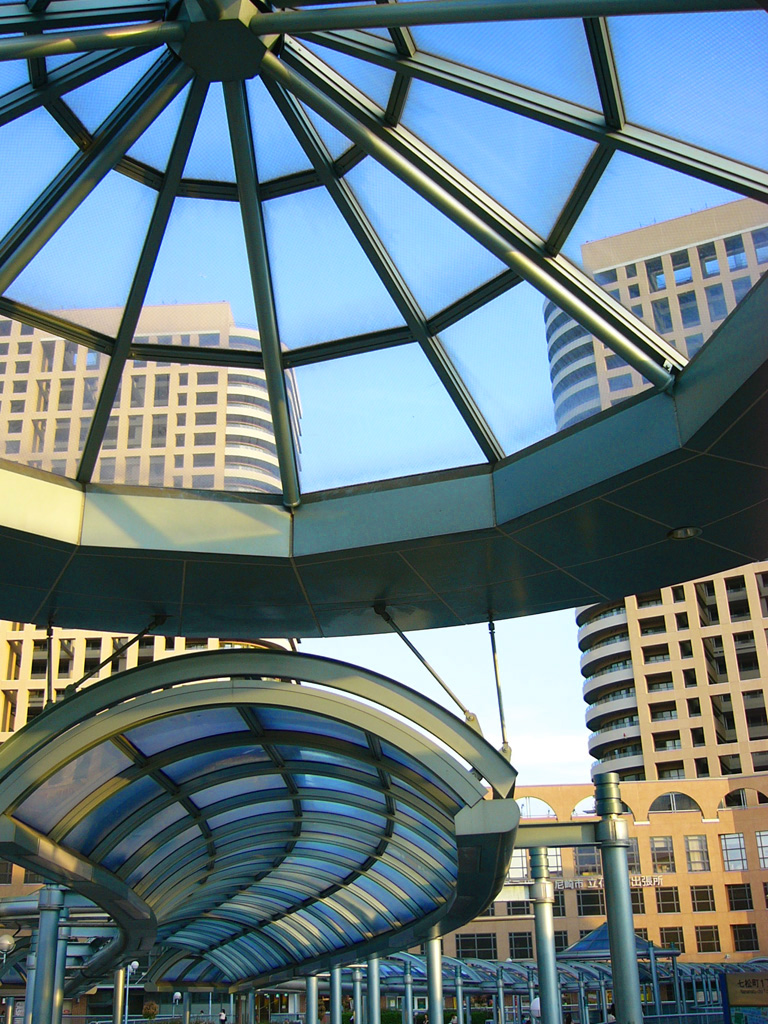
南口　ペデストリアンデッキ（2005年8月）
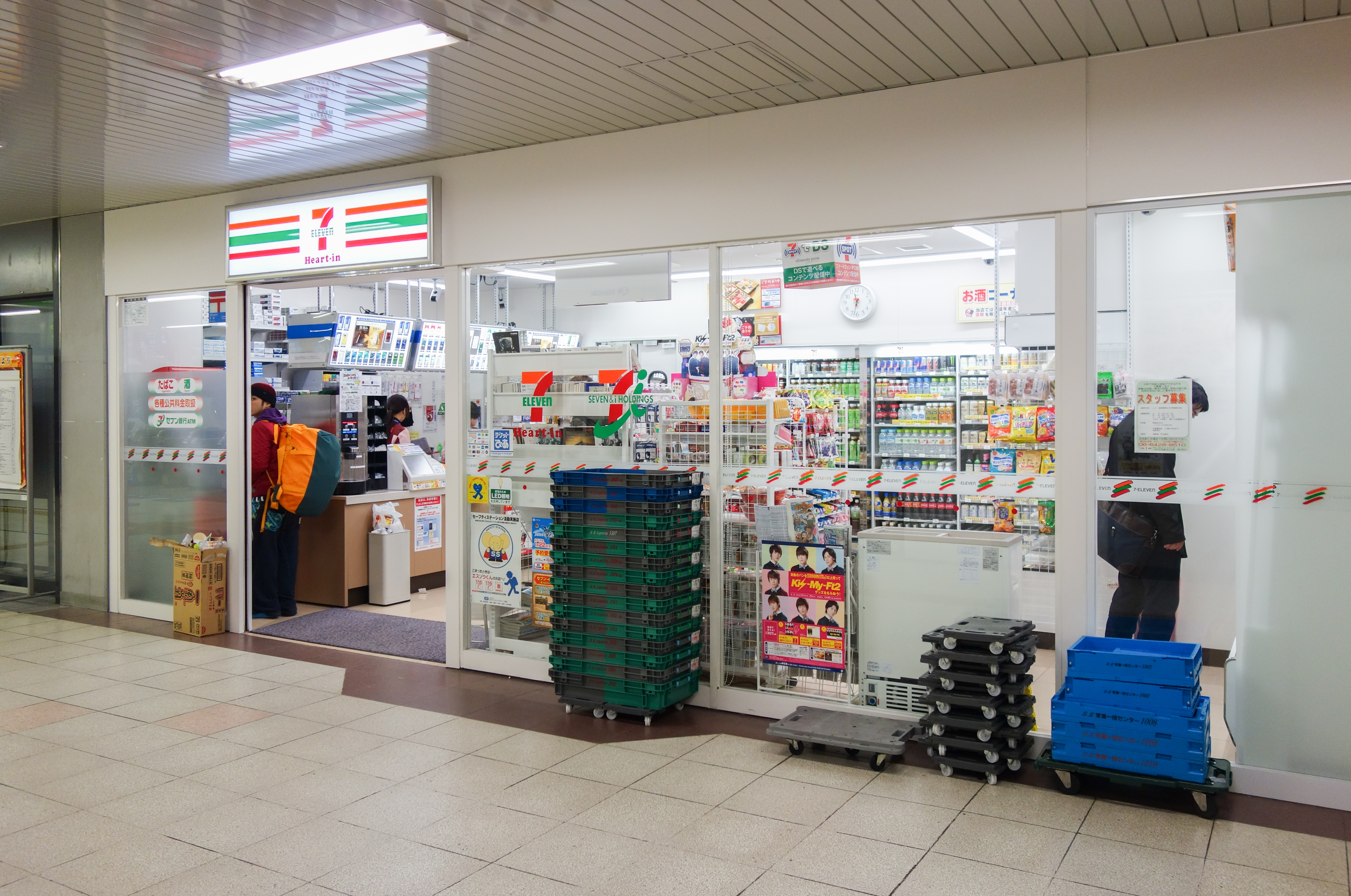
セブン-イレブン ハートイン（2014年12月）
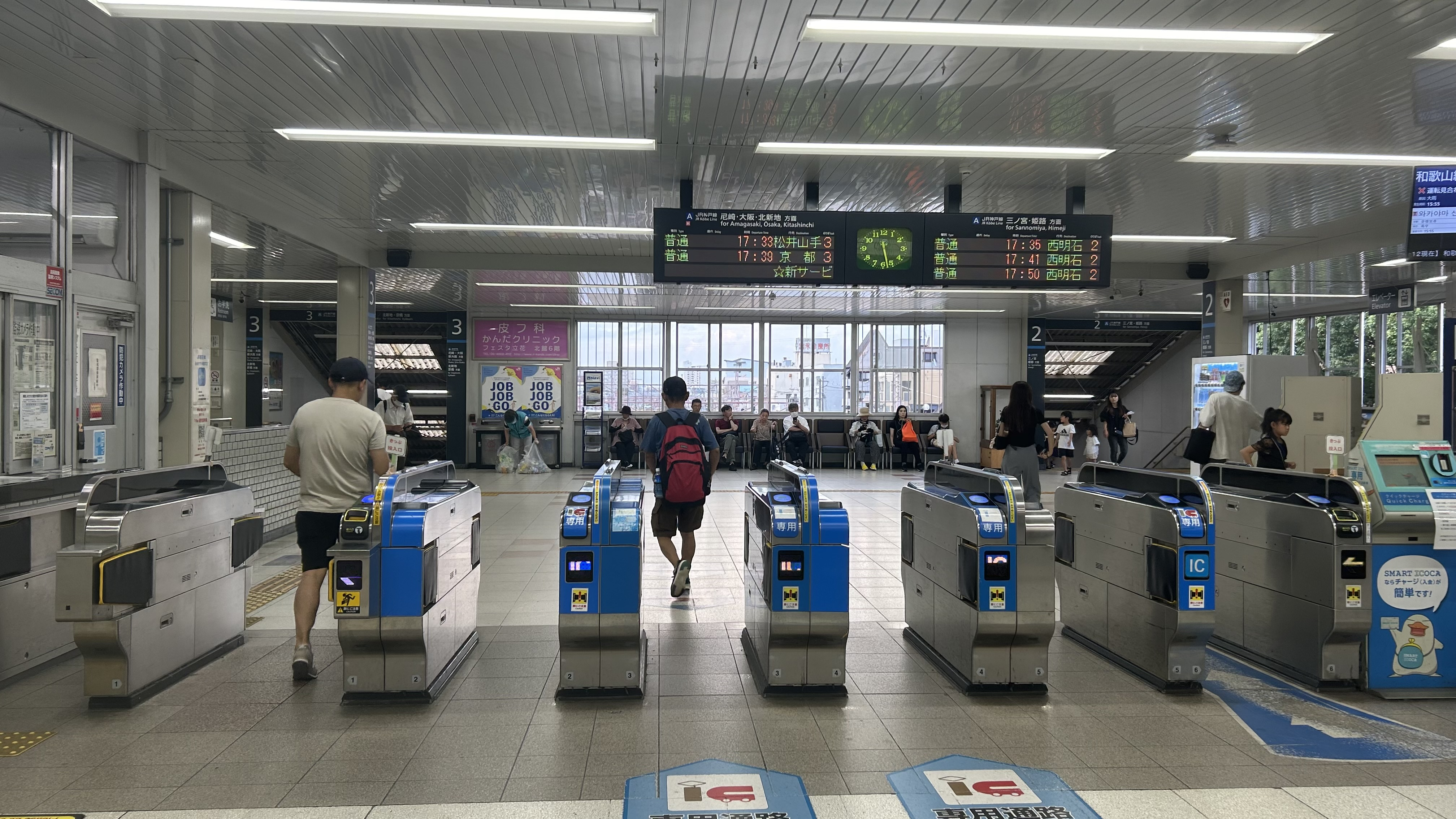
改札口（2024年9月）
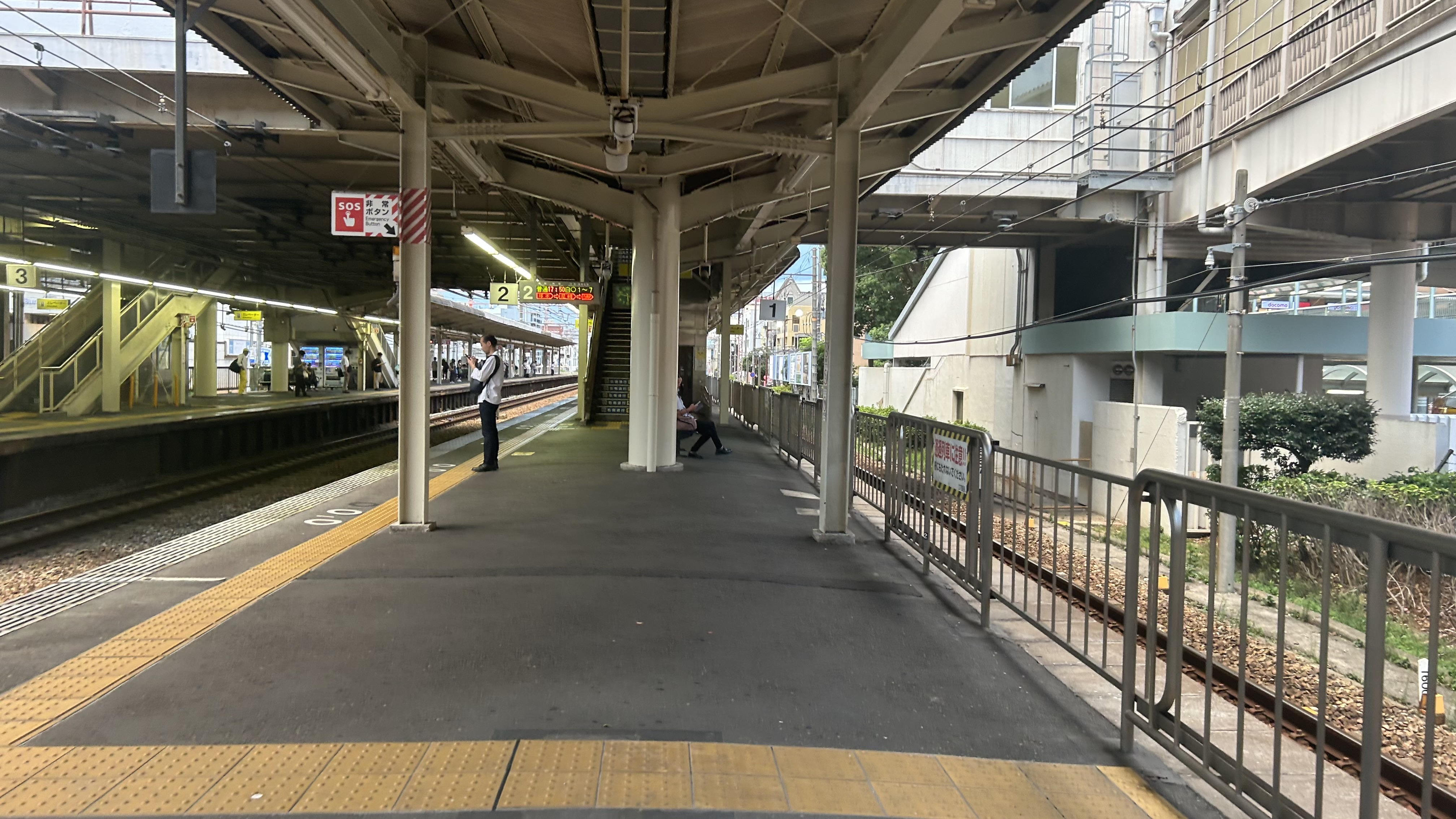
1・2番乗り場（2024年9月）
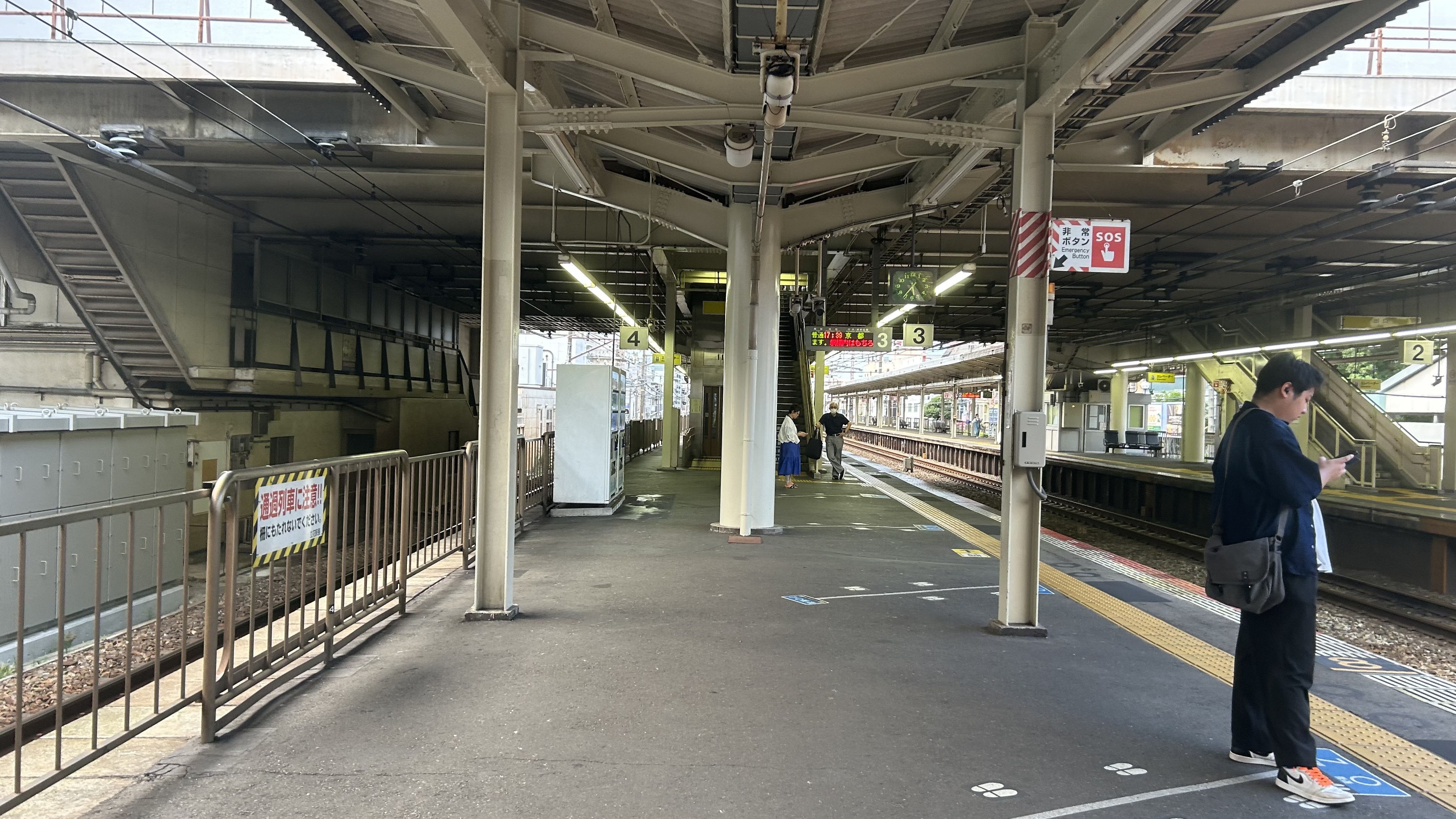
3・4番乗り場（2024年9月）
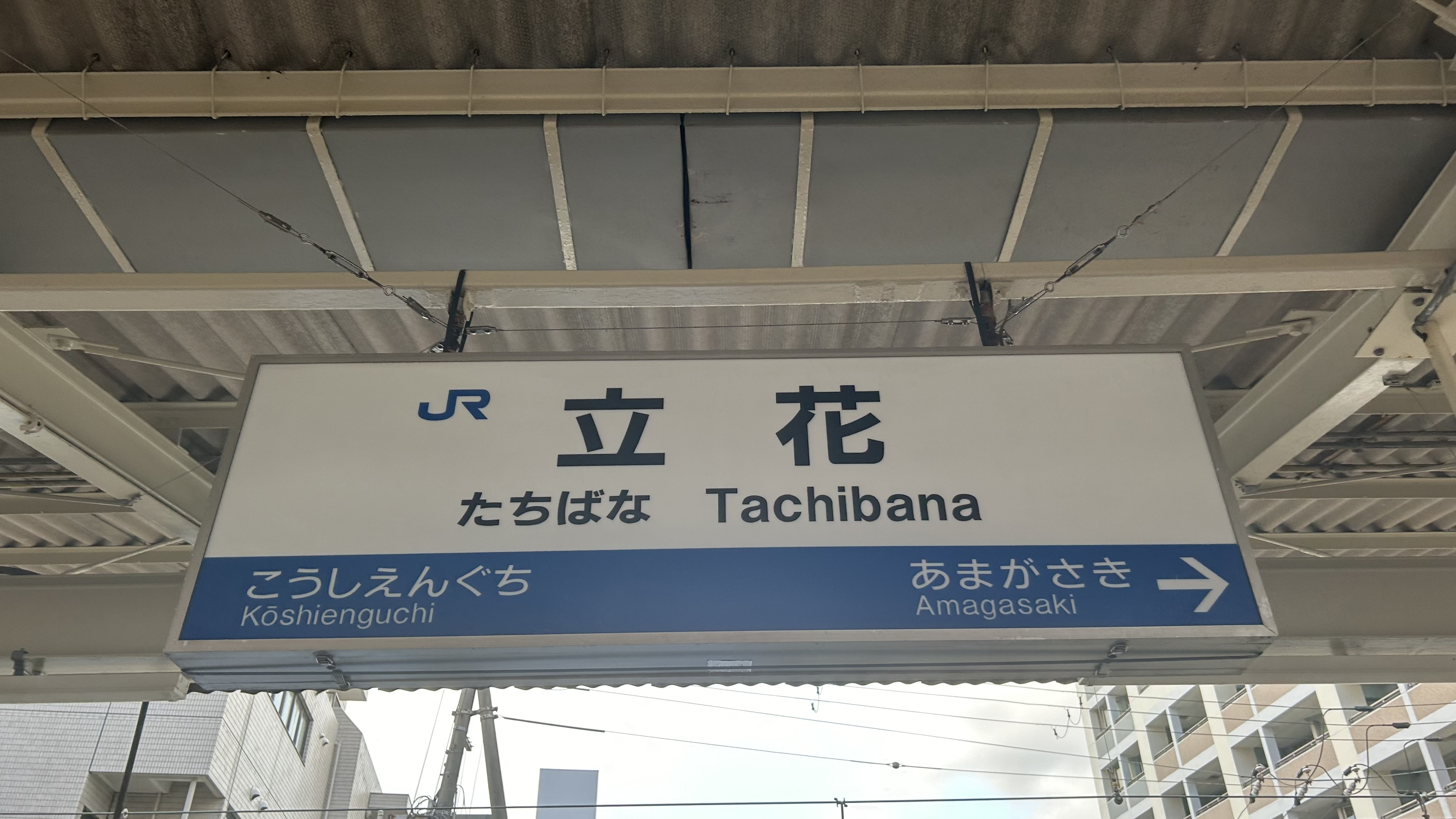
駅名標（2024年9月）

## 利用状況
2023年（令和5年）度の1日平均乗車人員は22,481人で、JR西日本全駅では博多駅に次いで第40位である。JR京都線・JR神戸線で快速列車が通過する駅では最も多く、新快速停車駅の加古川駅、快速停車駅の西宮駅・兵庫駅・須磨駅・舞子駅よりも多い。1996年までは、隣の尼崎駅よりも当駅の方が利用者が多かった。
各年度の1日平均乗車人員は下表の通りである。
| 年度               | 1日平均 乗車人員 | 増加率 | 順位 | 定期利用状況 | 定期利用状況 | 出典            | 出典          | 出典          |
| 年度               | 1日平均 乗車人員 | 増加率 | 順位 | 1日平均      | 定期率       | JR西日本        | 兵庫県        | 尼崎市        |
| ------------------ | ---------------- | ------ | ---- | ------------ | ------------ | --------------- | ------------- | ------------- |
| 1995年（平成07年） | 28,079           |        |      | 17,159       | 61.1%        |                 | [ 兵庫県 1 ]  |               |
| 1996年（平成08年） | 26,339           | -6.2%  |      | 15,707       | 59.6%        |                 | [ 兵庫県 2 ]  |               |
| 1997年（平成09年） | 25,634           | -2.7%  |      | 16,060       | 62.7%        |                 | [ 兵庫県 3 ]  |               |
| 1998年（平成10年） | 25,041           | -2.3%  |      | 15,734       | 62.8%        |                 | [ 兵庫県 4 ]  |               |
| 1999年（平成11年） | 24,687           | -1.4%  |      | 15,381       | 62.3%        |                 | [ 兵庫県 5 ]  |               |
| 2000年（平成12年） | 25,215           | 2.1%   |      | 15,836       | 62.8%        |                 | [ 兵庫県 6 ]  |               |
| 2001年（平成13年） | 25,546           | 1.3%   |      | 16,120       | 63.1%        |                 | [ 兵庫県 7 ]  |               |
| 2002年（平成14年） | 25,544           | -0.0%  |      | 16,263       | 63.7%        |                 | [ 兵庫県 8 ]  |               |
| 2003年（平成15年） | 25,713           | 0.7%   |      | 16,449       | 64.0%        |                 | [ 兵庫県 9 ]  |               |
| 2004年（平成16年） | 25,655           | -0.2%  |      | 16,697       | 65.1%        |                 | [ 兵庫県 10 ] |               |
| 2005年（平成17年） | 25,653           | -0.0%  |      | 16,947       | 66.1%        |                 | [ 兵庫県 11 ] |               |
| 2006年（平成18年） | 26,539           | 3.5%   |      | 17,580       | 66.2%        |                 | [ 兵庫県 12 ] | [ 尼崎市 1 ]  |
| 2007年（平成19年） | 26,938           | 1.5%   |      | 17,998       | 66.8%        |                 | [ 兵庫県 13 ] | [ 尼崎市 1 ]  |
| 2008年（平成20年） | 27,065           | 0.5%   |      | 18,208       | 67.3%        |                 | [ 兵庫県 14 ] | [ 尼崎市 1 ]  |
| 2009年（平成21年） | 26,613           | -1.7%  |      | 18,066       | 67.9%        |                 | [ 兵庫県 15 ] | [ 尼崎市 1 ]  |
| 2010年（平成22年） | 26,370           | -0.9%  |      | 18,030       | 68.4%        |                 | [ 兵庫県 16 ] | [ 尼崎市 1 ]  |
| 2011年（平成23年） | 25,942           | -1.6%  |      | 17,735       | 68.4%        |                 | [ 兵庫県 17 ] | [ 尼崎市 2 ]  |
| 2012年（平成24年） | 25,723           | -0.8%  |      | 17,585       | 67.8%        |                 | [ 兵庫県 18 ] | [ 尼崎市 3 ]  |
| 2013年（平成25年） | 25,883           | 0.6%   | 30位 | 17,800       | 68.8%        | [ JR西日本 1 ]  | [ 兵庫県 19 ] | [ 尼崎市 4 ]  |
| 2014年（平成26年） | 25,218           | -2.6%  | 34位 | 17,425       | 69.1%        | [ JR西日本 2 ]  | [ 兵庫県 20 ] | [ 尼崎市 5 ]  |
| 2015年（平成27年） | 25,351           | 0.5%   | 35位 | 17,545       | 69.2%        | [ JR西日本 3 ]  | [ 兵庫県 21 ] | [ 尼崎市 6 ]  |
| 2016年（平成28年） | 25,302           | -0.2%  | 35位 | 17,560       | 69.4%        | [ JR西日本 4 ]  | [ 兵庫県 22 ] | [ 尼崎市 7 ]  |
| 2017年（平成29年） | 25,250           | -0.2%  | 34位 | 17,604       | 69.7%        | [ JR西日本 5 ]  | [ 兵庫県 23 ] | [ 尼崎市 8 ]  |
| 2018年（平成30年） | 25,008           | -1.0%  | 36位 | 17,486       | 69.9%        | [ JR西日本 6 ]  | [ 兵庫県 24 ] | [ 尼崎市 9 ]  |
| 2019年（令和元年） | 24,991           | -0.1%  | 37位 | 17,513       | 70.1%        | [ JR西日本 7 ]  | [ 兵庫県 25 ] | [ 尼崎市 10 ] |
| 2020年（令和02年） | 20,761           | -16.9% | 32位 | 15,362       | 74.0%        | [ JR西日本 8 ]  | [ 兵庫県 26 ] | [ 尼崎市 11 ] |
| 2021年（令和03年） | 20,809           | 0.2%   | 32位 | 15,039       | 72.3%        | [ JR西日本 9 ]  | [ 兵庫県 27 ] | [ 尼崎市 12 ] |
| 2022年（令和04年） | 21,913           | 5.3%   | 38位 | 15,332       | 70.0%        | [ JR西日本 10 ] | [ 兵庫県 28 ] | [ 尼崎市 13 ] |
| 2023年（令和05年） | 22,481           | 2.6%   | 40位 |              |              | [ JR西日本 11 ] |               |               |

## 駅周辺
周辺の再開発事業後、道路や商業施設の整備が進んだ。現在も近代的な街並みが広がる地域と、下町情緒的な街並みの融合が果たされている。尼崎市役所最寄り駅。
駅を中心に放射状に道が広がっている。これは立花駅開業直前に周辺の住宅を開発した名残である。北側は現在もわかりやすく残っているが、南側は再開発のため大きく変貌している。
駅北口は商店街となっており、アーケードが伸びている。
駅南口は阪神バスが発着し、以前は雑然としていたが、再開発事業によって2000年4月21日に「フェスタ立花」と称する2棟の高層マンション（高さ約100m）と商業施設の複合ビルが完成し、それら施設と駅がペデストリアンデッキで結ばれている。
以前は「駅前放置自転車全国ワースト3」とされるほど自転車だらけで、テレビにも取り上げられた駅前だった。フェスタ立花完成などによる再開発のおかげで自転車置き場が増設された結果、北側および南側の放置自転車はかなり減少した。
タクシー乗り場は北口と南口の両方にある。

### 南口方面

#### フェスタ立花
南口を再開発して誕生した複合商業施設 。主要テナントは以下の通り。 
- 関西スーパー
- エディオン
- かつアンドかつ
- 三洋航空サービス （JR券発券は後日渡し）
- 尼崎市保健所

#### 立花ジョイタウン
南口に存在する複合商業施設。主要テナントは以下の通り。
- ひろしまや
- ザ・ダイソー
- ダイコクドラッグ
- キャップ書店

#### その他の南口方面
- 南立花商店街
- 尼崎市役所 （南口徒歩約12分、または阪神バスで約4分「市役所」バス停下車）
- 尼崎税務署
- 関西労災病院 （阪神バスで約7分「労災病院」バス停下車）
- 七松八幡神社 - 織田信長によって荒木村重の家臣やその家族ら634名が処刑された「七松の荒木郎党処刑」の慰霊碑がある。また、尼子騒兵衛作の「七松小平太之絵馬」も、参拝者向けに用意されている。徒歩約10分。

### 北口方面
- 立花商店街[13]
- 立花東通商店街
- 立花西商店街
- 立花市場
- サンエトワール
- コープこうべ
- スーパーマルハチ
- ココカラファイン
- フラウネイル
- コジマ×ビックカメラ
- ジャンボカラオケ広場
- 尼崎北警察署立花駅前交番 （道意線の高架下）
- 神戸地方裁判所尼崎支部・神戸家庭裁判所尼崎支部・尼崎簡易裁判所
- 立花病院

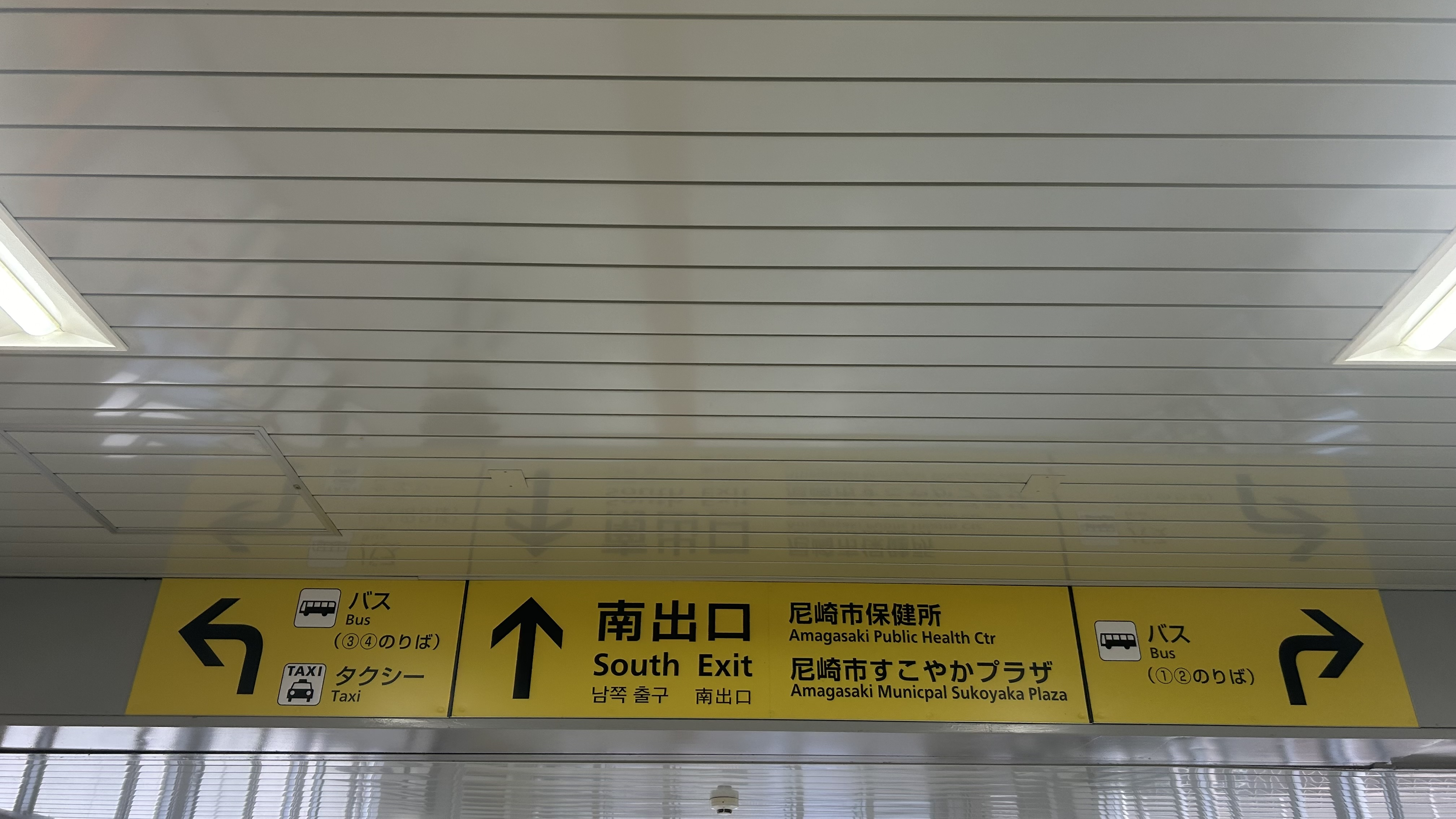
南出口案内（2024年9月）
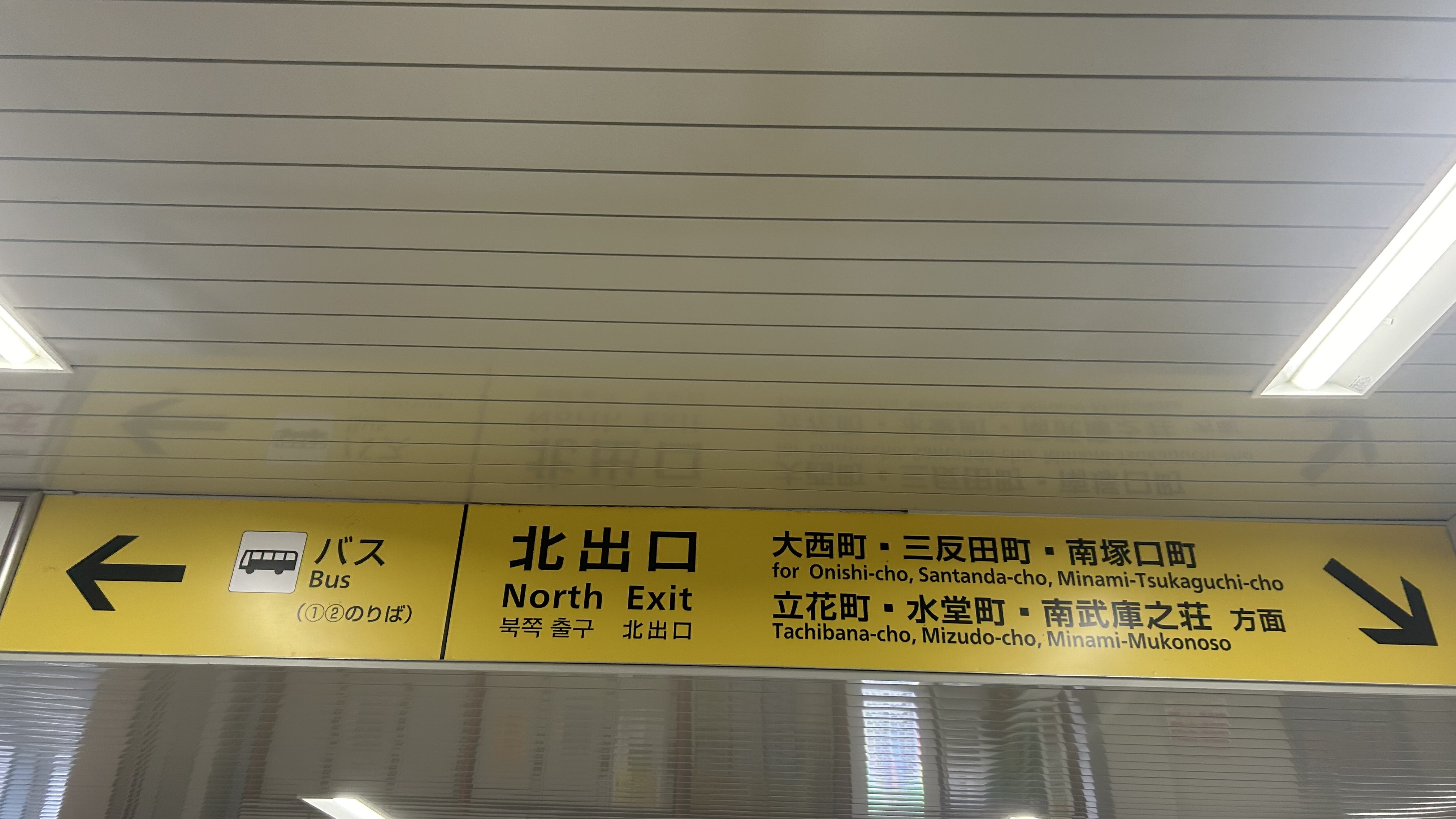
北出口案内（2024年9月）

## バス路線
阪神バスが運行する路線バスが発着する。
のりばは、道意線の陸橋上にある「JR立花（上）」の1・2番のりばと、南口ロータリーにある「JR立花（下）」の3・4・5番のりばに分かれる。阪神線である伊丹立花線を除きすべての路線が尼崎市内線。一部の尼崎市内線の路線は尼崎交通事業振興（ATS社）への委託路線である。
担当営業所の「共管」は塚口営業所と武庫営業所の共管を指す。
| のりば | のりば | 担当 | 系統・行先                          | 備考                                        |
| ------ | ------ | ---- | ----------------------------------- | ------------------------------------------- |
| 上     | 1      | 尼崎 | 伊丹立花線：金井町                  |                                             |
| 上     | 1      | 塚口 | 14番：阪急塚口                      |                                             |
| 上     | 1      | 塚口 | 30番：阪急塚口                      | ATS社委託                                   |
| 上     | 1      | 塚口 | 15番：阪急武庫之荘（南）            |                                             |
| 上     | 1      | 武庫 | 47番：武庫営業所/阪急武庫之荘（南） | 一部便は阪急武庫之荘（南）止まり            |
| 上     | 1      | 武庫 | 47-2・AD1番：武庫営業所             |                                             |
| 上     | 2      | 塚口 | 14番：阪神出屋敷                    |                                             |
| 上     | 2      | 塚口 | 15番：阪神尼崎（北）                |                                             |
| 上     | 2      | 塚口 | 30番：武庫川/リサーチコア前         | 一部便はリサーチコア前止まり。ATS社委託     |
| 上     | 2      | 武庫 | 47・47-2番：武庫川                  |                                             |
| 上     | 2      | 武庫 | AD1番：尼崎ドライブスクール前       |                                             |
| 下     | 3      | 武庫 | 43・43-2番：阪神尼崎（北）          |                                             |
| 下     | 3      | 武庫 | 49番：阪神出屋敷                    | 平日午前2便のみ運行。14番とは経由地が異なる |
| 下     | 3      | 塚口 | 50・50-4番：JR尼崎（南）            |                                             |
| 下     | 3      | 塚口 | 50-2番：阪神杭瀬                    | 平日のみ                                    |
| 下     | 3      | 共管 | 55番：JR尼崎（南）                  |                                             |
| 下     | 4      | 武庫 | 43番：宮ノ北団地                    |                                             |
| 下     | 4      | 武庫 | 43-2番：武庫営業所                  |                                             |
| 下     | 4      | 武庫 | 49番：阪急武庫之荘（南）            | 平日午前2便のみ運行。                       |
| 下     | 4      | 共管 | 55番：阪急武庫之荘（南）            | 15番とは経由地が少々異なる（49番も同様）    |
| 下     | 4      | 塚口 | 50・50-2番：阪神出屋敷              |                                             |
| 下     | 4      | 塚口 | 50-4番：武庫川                      |                                             |
| 下     | 5      | 塚口 | 60番：末広町                        | 到着は（上）1番のりば                       |

## 隣の駅
西日本旅客鉄道（JR西日本）
 JR神戸線（東海道本線）
■新快速・■快速
通過
■普通（JR東西線・学研都市線内で区間快速となる列車を含む）
尼崎駅 (JR-A49) - 立花駅 (JR-A50) - 甲子園口駅 (JR-A51)

### 記事本文